# 175437 Zsivótzky
A 175437 Zsivótzky korábbi nevén (175437) 2006 QJ31 a Naprendszer kisbolygóövében található aszteroida. Sárneczky Krisztián és Kuli Zoltán fedezte fel 2006. augusztus 21-én. 2017 októberében bejelentették, hogy a kisbolygót Zsivótzky Gyula olimpiai bajnok kalapácsvetőről nevezték el.